# Masanori Suzuki
Masanori Suzuki (Tokyo, 15 settembre 1968) è un ex calciatore giapponese, di ruolo attaccante.

## Carriera
Ha collezionato una settantina di presenze nella massima serie giapponese.